# 1937年阿根廷總統選舉
1937年阿根廷总统选举于1937年9月5日举办，是臭名昭著的十年中的第二次及最后一次大选。本次选举参与率达到76.2%，在爱国的骗子（西班牙语:fraude patriótico）的支持下，由协议同盟所支持的反人格主义激进公民联盟候选人罗贝托·玛丽亚·奥尔蒂斯赢得了选举。即使奥尔蒂斯是爱国的骗子的一员，他也尝试在1940年议会选举时逐步恢复民主，然而，他没能给予欺诈政权制度上的终结。他于任期内去世，使得副总统拉蒙·卡斯蒂略成为新的总统，并为1943年的政变铺平了道路。

## 背景

### 胡斯托政府
1931年大选（受到激进公民联盟的抵制）是1937年选举的先例，而在1937年选举中，许多人要求取代总统阿古斯丁·佩德罗·胡斯托。胡斯托实行开明专制，将巩固商业利益置于比国家政治优先的地位，并在议会及省层级选举中鼓励系统的选举操控手法，还在公共工程上创下了超纪录的支出。他的行政部门开辟了阿根廷第一批城际公路，建设了七月九日大道和布宜诺斯艾利斯大学医学系等。即使阿根廷已从大萧条中恢复，逐渐工业化的体制还是提高了协议的力量。因此，该联盟开始效仿国家自治党

### 激进公民联盟停止抵制
政变之后，激进公民联盟（政变前的执政党，曾于1916年击败了国家自治党）选举前总统及伊波利托·伊里戈延的前竞争对手马尔塞洛·托尔夸托·德·阿尔维亚尔作为领袖。阿尔维亚尔在很大程度上反对伊里戈延的人格主义（他创建了反人格主义激进公民联盟，这是激进公民联盟内的一个异见派，也是协议的成员，该党宣称伊里戈延建立了关于他的个人崇拜），因此，他受到政府尊重。他还因主张政府犯下严重违规行为而决定抵制1931年大选而出名。1935年，在法国流亡的阿尔维亚尔被允许回国，之后他开始和胡斯托总统谈判。胡斯托承诺对阿尔维亚尔让步，这使得阿尔维亚尔在几年后宣布取消激进公民联盟对选举的抵制。虽然在议会选举中，政府精心策划了选举欺诈，但激进公民联盟还是增加了党内立法代表的数量。不过，参议院依旧被保守派主导。
1935年11月3日，激进公民联盟在图库曼省选举中（尽管选举法庭承认犯下了一些违规行为，这场选举一般被认为是清白的）获胜，使党员米格尔·玛丽亚·坎佩罗成为省督。本来在圣菲、恩特雷里奥斯和布宜诺斯艾利斯市也上演了相似的反对派胜利，但政府迅速对反对派势力的增长做出了反应。在圣菲省选举几个月后的1935年10月4日，政府就干涉了圣菲省，罢免了来自民主进步党反对派的卢西亚诺·莫利纳斯。新的选举在几个月后举办，这一次，选票中通过邮寄掺入了假票。
民主进步党领导人利桑德罗·德·拉·托雷辞去了参议员的工作，以抗议他无力阻止腐败和有罪不罚现象，这使激进公民联盟失去了强力的潜在盟友。对参议员德·拉·托雷的未遂暗杀（最终导致当选参议员恩索·博达韦埃雷逝世），以及对圣菲省莫利纳斯的罢免，只不过是即将到来的选举的序言。

## 候选人

### 协议
| 协议                                                                        |                      |
| 罗贝托·玛丽亚·奥尔蒂斯                                                      | 拉蒙·卡斯蒂略        |
| 总统候选人                                                                  | 副总统候选人         |
|                                                                             |                      |
| 财政部长 (1936-1937)                                                        | 内务部长 (1936-1937) |
| 同盟政党： - 国家民主党 - 反人格主义激进公民联盟 - 独立社会党 - 自由-自治党 |                      |

为了支持阿古斯丁·佩德罗·胡斯托参选总统而于1931年组建的协议参与了本次选举，然而，因为激进主义在几个省的选举中接连胜利，再加上一位强力的竞选对手——阿尔维亚尔即将参选，协议出现了不少问题。1937年初，同盟内部爆发了关于选择新候选人的冲突。在这个时候，同盟内部共有三位主要的候选人：罗贝托·玛丽亚·奥尔蒂斯，一位反人格主义激进公民联盟党员，同时也是全国最大的一家铁路公司的律师；罗武斯蒂亚诺·帕特龙·科斯塔斯，一位国家民主党人，是萨尔塔省的前省督；莱奥波尔多·梅洛，也是一位反人格主义激进公民联盟党员，曾经作为统一阵线的候选人，在1928年大选中代表保守派和反人格主义激进公民联盟参选，也在胡斯托政府时期任过部长，表现优异。自从1933年，胡斯托政府签订罗卡-朗西曼条约以来，英国的商业利益就一直在胡斯托政府内持有着最大的影响力，这一现象甚至持续到了1937年五月，也就是协议内各党开会决定新候选人的时间。英国商人们反对另外两个保守主义者，要求选择务实的奥尔蒂斯作为新候选人。
在协议会议的一个月前，1937年4月13日，参议员胡安·拉蒙·比达尔在接受圣菲El Orden报采访时证实，奥尔蒂斯成为新候选人的可能性已经被排除。当被问到选择奥尔蒂斯这样一个不那么保守而又充满争议的人物，会不会导致同盟崩溃时，比达尔回应称候选人并不会遭到反对，他同时否认了关于梅洛将成为新候选人的流言。然而，他又澄清说还没有决定好谁来任副总统候选人，不过他认为应该是一位国家民主党人，最后，他说关于候选人的一切都会在五月的大会上做出决定。但是，在接下来的一个月中，数名国家民主党人对同盟施加了很大的压力，要求帕特龙取代奥尔蒂斯成为被排除的候选人，最终，帕特龙宣布退选，并要求停止支持自己当总统。另外一位被认为是候选人的重要人物——农业及畜牧部长米格尔·安赫尔·卡尔卡诺——也放弃了竞选。
奥尔蒂斯成为候选人的事实，仍然在保守派内部具有争议。他对逐步恢复大选公正的考虑，遭到了协议强硬派的批评。奥尔蒂斯为了压住协议大会上的紧张气氛，选择了极端保守的立法委员拉蒙·卡斯蒂略作为竞选伙伴。他的这个举动虽然是象征性的，但真相是，它在之后会带来巨大的影响。奥尔蒂斯患有晚期2型糖尿病，使得他将在任期内去世。而在卡斯蒂略接任总统后，奥尔蒂斯使政府有利于民主的计划将全部失败。

### 激进公民联盟
|                                                                               |                                                        |
| 马尔塞洛·托尔夸托·德·阿尔维亚尔                                               | 恩里克·莫斯卡                                          |
| 总统候选人                                                                    | 副总统候选人                                           |
|                                                                               | Enrique Mosca con jovenes radicales en Retiro 1946.jpg |
| 阿根廷总统 (1922-1928)                                                        | 圣菲省省督 (1920-1924)                                 |
| 被以下政党支持： - 激进公民联盟 - 共产党 - 民主进步党 - 劳工关注 - 工人社会党 |                                                        |

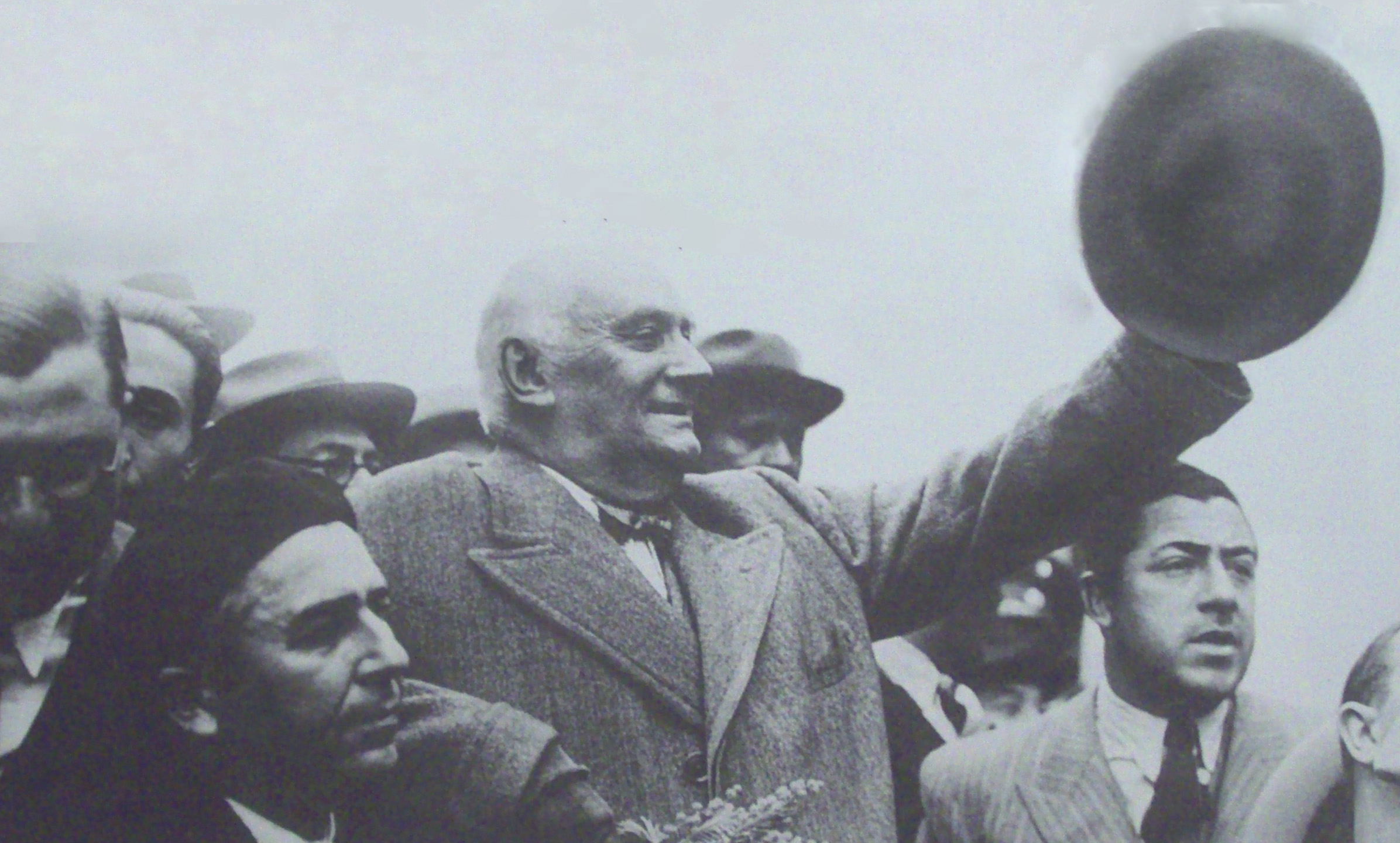
激进公民联盟公众演讲上的阿尔维亚尔。阿尔维亚尔曾在1922年大选（伊里戈延没有参加）上被选为总统。

阿尔维亚尔与胡斯托政府就终结爱国的骗子政权的谈判让他的对党和党内工会派的领导，遭到了党内少壮派激进进步主义者的质疑，这些质疑者组成了青年阿根廷激进方向力量（FORJA）。该组织由未来的总统阿图罗·弗朗迪西组织并由阿图罗·豪雷切领导，反对阿尔维亚尔，认为他的领导是通敌行为，他的参选只会使欺诈政权合法化。1937年5月28日，激进公民联盟在布宜诺斯艾利斯的Coliseo剧院（西班牙语：Teatro Coliseo）举行了内部选举。即使党内分歧越来越严重，阿尔维亚尔也几乎没有面对任何竞争，在一致同意的情况下成为了总统候选人。
副总统的候选人有恩里克·莫斯卡、爱德华多·劳伦塞纳、奥诺里奥·普埃雷东和阿道弗·圭梅斯。尽管与前总统伊里戈延不合，莫斯卡仍然高调反对1930年政变，为此他在著名的乌斯怀亚监狱（现为博物馆）里服了三年半的刑。相反的是，劳伦塞纳支持何塞·费利克斯·乌里武鲁的政府，他的支持使得军政府没有干涉当时他就任省督的恩特雷里奥斯。不过，他最终还是与军政府和举办了欺诈选举的胡斯托政府疏远，并远离了反人格主义激进公民联盟。普埃雷东曾在布宜诺斯艾利斯的最后一次公正的省选举中作为省督候选人，并得到了最多的选票，这导致选举被作废以及爱国的骗子成为省督。圭梅斯是前萨尔塔省督，在1931年大选中就成为了副总统候选人，但由于军政府拒绝阿尔维亚尔参选，激进公民联盟决定抵制1931年大选，并取消了圭梅斯的提名。内部支持者的最终结果确定，莫斯卡以145票，击败了劳伦塞纳的24票、普埃雷东的8票和圭梅斯的4票，成为了副总统候选人。
因为相信激进公民联盟是唯一能够击败执政党的力量，许多政党都宣布公开支持阿尔维亚尔和莫斯卡的竞选。这其中有利桑德罗·德·拉·托雷领导的民主进步党，甚至还有两个马克斯列宁主义政党：劳工关注和阿根廷共产党。对于是加入激进公民联盟领导的广泛的反对派同盟，还是提名自己的候选人，社会党内部面临着很大的矛盾。最终，社会党高层决定单独竞争，而这导致想要加入反对派同盟的社会党派系组建工人社会党并支持阿尔维亚尔.

### 社会党
|                                       |                              |
| 尼古拉斯·雷佩托                       | 阿图罗·奥尔加斯              |
| 总统候选人                            | 副总统候选人                 |
| Nicolás Repetto.jpg                   | Arturo_Orgaz.jpg             |
| 布宜诺斯艾利斯 国家众议员 (1913-1934) | 科尔多瓦省参议员 (1932-1936) |

社会党曾与民主进步党结成公民联盟，参加1931年大选，利桑德罗·德·拉·托雷担任总统候选人，尼古拉斯·雷佩托担任竞选伙伴，他们在激进公民联盟弃选前就在反对胡斯托的派系中赢得了第二名的地位。不过，在激进公民联盟取消选举抵制，再一次垄断反对党地位后，社会党的发展衰弱了。社会党拒绝与激进公民联盟合作结成联合反对派阵线的决定更加加剧了党的衰落。最终，在1937年7月25日，社会党宣布提名雷佩托为总统候选人，阿图罗·奥尔加斯为竞选伙伴。

## 结果
即使阿尔维亚尔与胡斯托之间已经达成了共识，也没能让9月5日的投票出现任何改变。投票的过程中出现了大量关于恐吓、填充选票和操纵选民的报告，最后，奥尔蒂斯以55%的得票率轻松获选。一位选举时的观察家称“民主已经扩张到了更远的地方”，意指在“选民”中实际上存在大量死者。在依然由激进公民联盟统治的地区（科尔多瓦、图库曼）或政府允许反对派参与财政事务的地区（拉里奥哈、联邦首都）的选举被认为是自由的，阿尔维亚尔和莫斯卡的竞选在这四处地区都赢得了广泛的胜利。布宜诺斯艾利斯省督曼努埃尔·弗雷斯科（一位爱国的骗子的最大受益人）将1937年选举定义为“阿根廷历史上最肮脏的一次选举”。1940年，在奥尔蒂斯因病请辞前不久，他受到来自保守派的压力而干涉了布宜诺斯艾利斯，罢免了弗雷斯科。
| 总统候选人                      | 副总统候选人    | 政党           | 政党                   | 政党           | 得票数    | 百分比 | 选举人团 |
| ------------------------------- | --------------- | -------------- | ---------------------- | -------------- | --------- | ------ | -------- |
| 罗贝托·玛丽亚·奥尔蒂斯          | 拉蒙·卡斯蒂略   |                | 反人格主义激进公民联盟 | 协议           | 1.094.685 | 55.77  | 245      |
| 罗贝托·玛丽亚·奥尔蒂斯          | 拉蒙·卡斯蒂略   | 国家民主党     |                        | 协议           | 1.094.685 | 55.77  | 245      |
| 罗贝托·玛丽亚·奥尔蒂斯          | 拉蒙·卡斯蒂略   | 独立社会党     |                        | 协议           | 1.094.685 | 55.77  | 245      |
| 马尔塞洛·托尔夸托·德·阿尔维亚尔 | 恩里克·莫斯卡   |                | 激进公民联盟           | 激进公民联盟   | 814.750   | 41.51  | 127      |
| 尼古拉斯·雷佩托                 | 阿图罗·奥尔加斯 |                | 社会党                 | 社会党         | 50.917    | 2.59   | 0        |
| 迭戈·路易斯·莫利纳里            | 阿道弗·罗科     |                | 激进党                 | 激进党         | 2.585     | 0.13   | 0        |
| 有效投票                        | 有效投票        | 有效投票       | 有效投票               | 有效投票       | 1.962.937 | 96.41  | 372      |
| 空白或无效投票                  | 空白或无效投票  | 空白或无效投票 | 空白或无效投票         | 空白或无效投票 | 72.902    | 3.59   | 4        |
| 总投票数                        | 总投票数        | 总投票数       | 总投票数               | 总投票数       | 2.035.839 | 100.00 | 376      |

## 各省结果
| 省                    | 奥尔蒂斯/卡斯蒂略 （协议） | 奥尔蒂斯/卡斯蒂略 （协议） | 奥尔蒂斯/卡斯蒂略 （协议） | 阿尔维亚尔/莫斯卡 (激进公民联盟) | 阿尔维亚尔/莫斯卡 (激进公民联盟) | 阿尔维亚尔/莫斯卡 (激进公民联盟) | 雷佩托/奥尔加斯 (社会党) | 雷佩托/奥尔加斯 (社会党) | 其他   | 其他  |
| 省                    | 得票数                     | %                          | 选举人团                   | 得票数                           | %                                | 选举人团                         | 得票数                   | %                        | 得票数 | %     |
| --------------------- | -------------------------- | -------------------------- | -------------------------- | -------------------------------- | -------------------------------- | -------------------------------- | ------------------------ | ------------------------ | ------ | ----- |
| 布宜诺斯艾利斯        | 391.441                    | 74.1%                      | 88                         | 115.558                          | 21.9%                            | 0                                | —                        | —                        | —      | —     |
| 联邦首都              | 110.225                    | 27.85%                     | 0                          | 256.607                          | 64.83%                           | 68                               | 26.422                   | 6.67%                    | 2.585  | 0.65% |
| 卡塔马卡              | 12.153                     | 61.4%                      | 8                          | 6.754                            | 34.1%                            | 0                                | —                        | —                        | —      | —     |
| 科尔多瓦              | 97.764                     | 42.6%                      | 0                          | 121.818                          | 53.0%                            | 33                               | —                        | —                        | —      | —     |
| 科连特斯              | 50.340                     | 61.6%                      | 18                         | 27.749                           | 34.5%                            | 0                                | —                        | —                        | —      | —     |
| 恩特雷里奥斯          | 66.138                     | 49.0%                      | 21                         | 60.348                           | 44.7%                            | 0                                | —                        | —                        | —      | —     |
| 胡胡伊                | 14.182                     | 85.2%                      | 8                          | 1.029                            | 6.2%                             | 0                                | —                        | —                        | —      | —     |
| 拉里奥哈              | 7.814                      | 46.6%                      | 0                          | 8.635                            | 52.7%                            | 8                                | —                        | —                        | —      | —     |
| 门多萨                | 36.209                     | 50.48%                     | 16                         | 32.626                           | 45.48%                           | 0                                | 1.318                    | 1.84%                    | —      | —     |
| 萨尔塔                | 28.556                     | 84.08%                     | 10                         | 3.363                            | 9.90%                            | 0                                | 2.044                    | 6.02%                    | —      | —     |
| 圣胡安                | 18.673                     | 62.2%                      | 10                         | 11.347                           | 37.7%                            | 0                                | —                        | —                        | —      | —     |
| 圣路易斯              | 16.516                     | 55.9%                      | 10                         | 12.584                           | 42.6%                            | 0                                | —                        | —                        | —      | —     |
| 圣菲                  | 167.867                    | 64.24%                     | 40                         | 77.284                           | 29.58%                           | 0                                | 3.362                    | 1.29%                    | —      | —     |
| 圣地亚哥-德尔埃斯特罗 | 39.642                     | 56.3%                      | 16                         | 28.637                           | 40.3%                            | 0                                | —                        | —                        | —      | —     |
| 图库曼                | 37.110                     | 37.1%                      | 0                          | 50.666                           | 50.7%                            | 18                               | —                        | —                        | —      | —     |
| 总得票数              | 1.094.685                  | 55.77%                     | 245                        | 814.750                          | 41.51%                           | 127                              | 50.917                   | 2.59%                    | 2.585  | 0.13% |

## 画廊

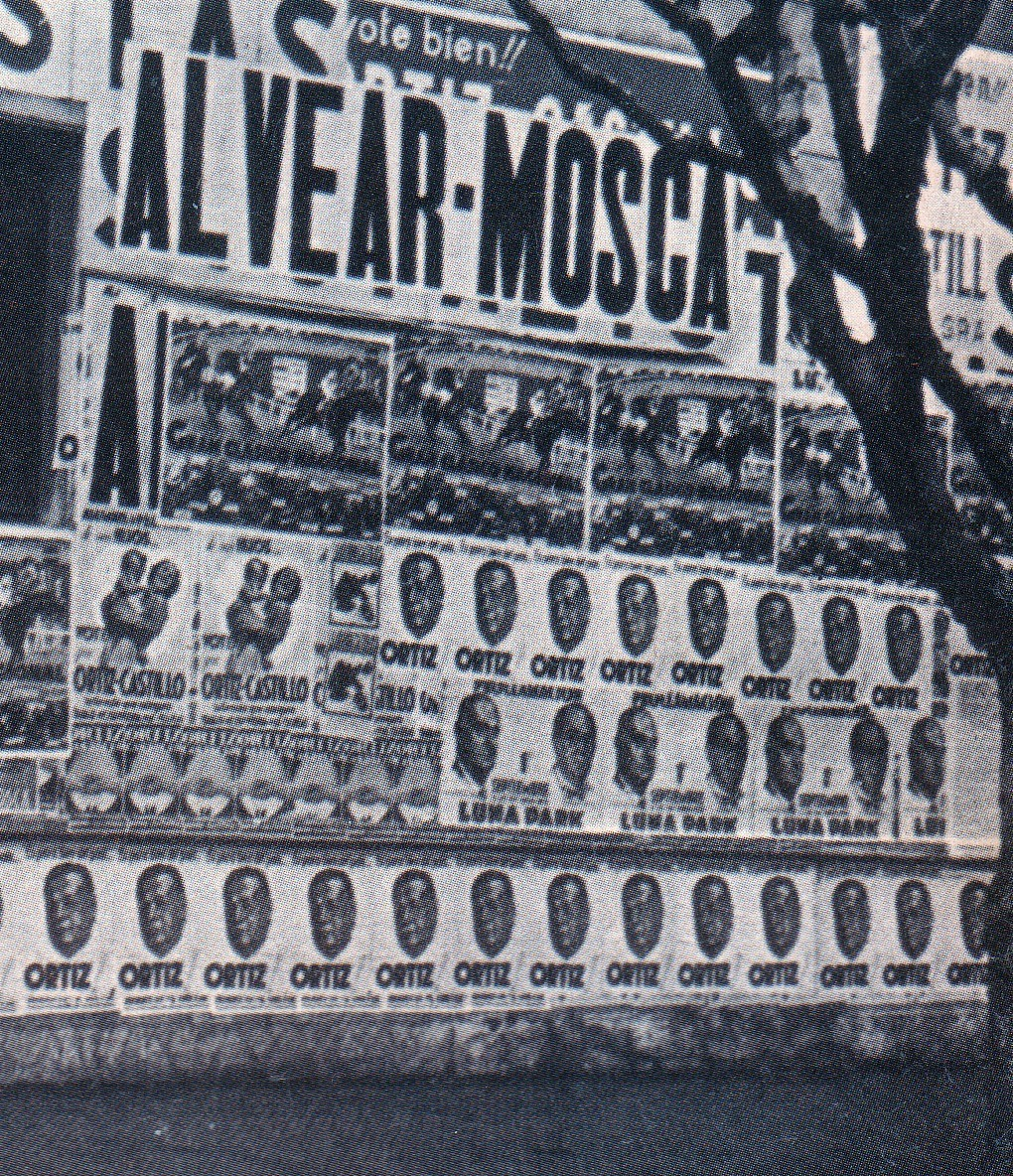
阿尔维亚尔和莫斯卡的街头竞选广告。
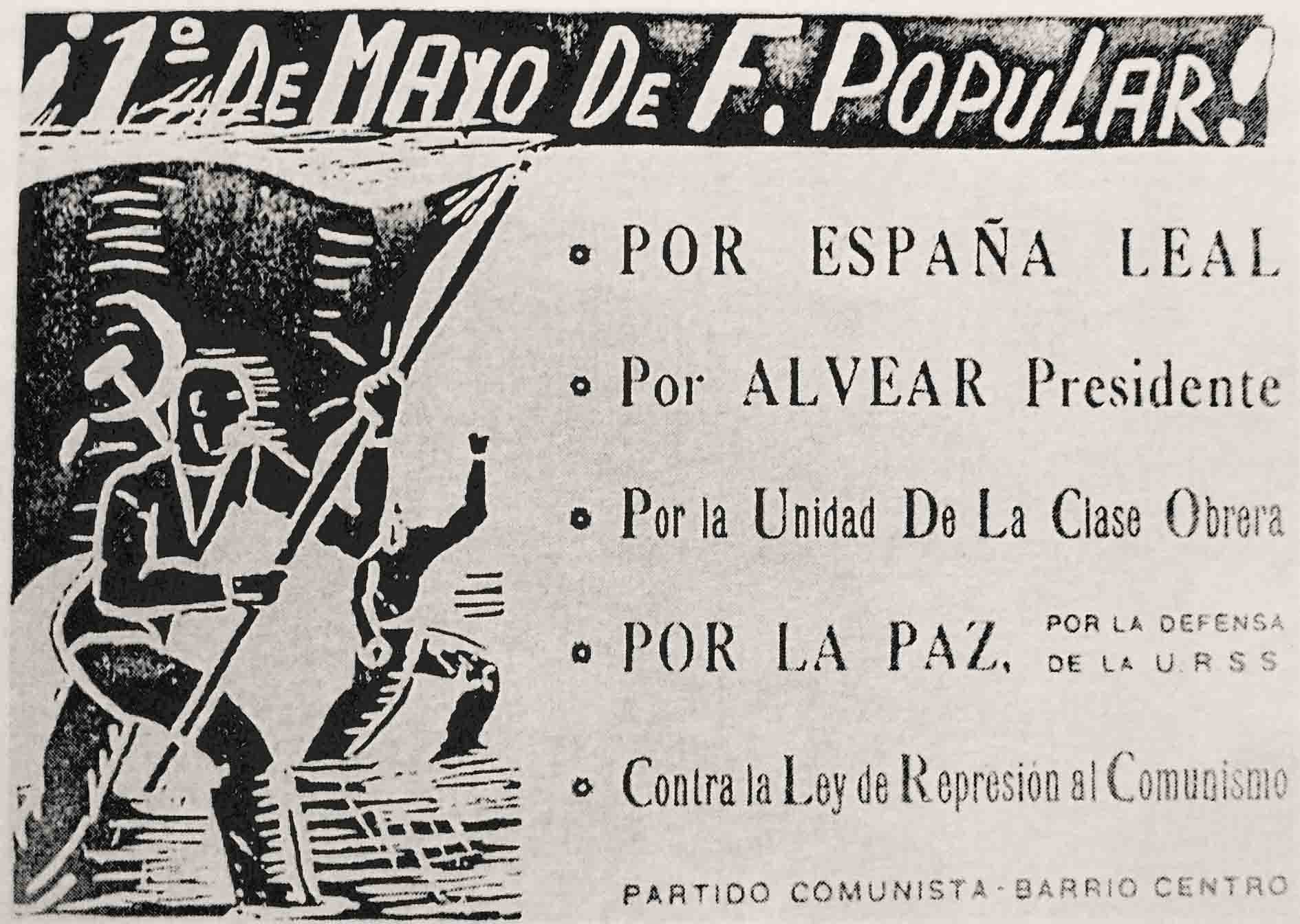
共产党的支持海报。
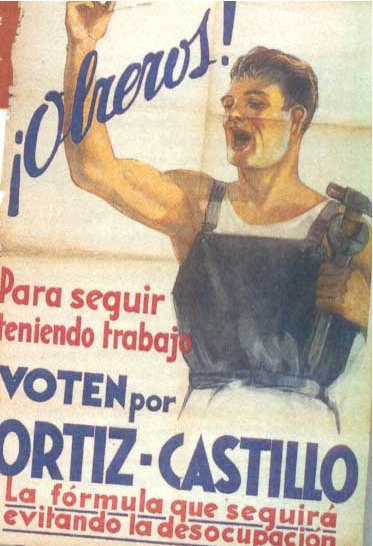
奥尔蒂斯和卡斯蒂略的选举海报。